# Ailinginae
Ailinginae (en marshallais Aelōn̄in Ae) est un atoll inhabité (en raison des essais nucléaires de Castle Bravo) composé de 25 îles dans l'océan Pacifique, à l'extrémité nord de la chaîne Ralik des Îles Marshall. Sa superficie totale n'est que de 2,8 km2, mais elle renferme une lagune de 105,96 km2. Situé à environ 13 km à l'ouest de l'atoll de Rongelap, son altitude moyenne est de 3 mètres. Les deux entrées du lagon sont la passe Mogiri et la passe d'Eniibukku. Elles ont respectivement 1,5 km et 0,5 km de large.
La température moyenne de ces îles est d'environ 27 °C le jour et est légèrement plus chaude la nuit en raison du froid associé aux averses de pluie le jour. La saison des pluies s'étend de septembre à novembre. L'île est couverte de broussailles, d'herbes et de quelques peuplements d'arbres de Casuarina.

## Histoire
La première observation enregistrée par les européens fut celle du navigateur espagnol Álvaro de Saavedra le 1er janvier 1528. Avec l'atoll d'Utirik et l'atoll de Rongelap, ils ont été cartographiés comme Islas de los Reyes (îles des rois en espagnol) en raison de la proximité de l'Epiphanie.
L'atoll d'Ailinginae a été revendiqué par l'empire d'Allemagne avec le reste des îles Marshall en 1884. Après la Première Guerre mondiale, l'île reçut le mandat Pacifique Sud de l'empire du Japon. 
Après la fin de la Seconde Guerre mondiale, elle est passée sous le contrôle des États-Unis en tant que territoire sous tutelle des îles du Pacifique jusqu'à l'indépendance des îles Marshall en 1986. L'atoll d'Ailinginae est inhabité depuis 1954, date à laquelle les quelques insulaires ont été évacués en raison des craintes de retombées nucléaires de l'essai nucléaire de Castle Bravo à l'atoll de Bikini au Nord-Ouest.